# تأثير الثورة الفرنسية

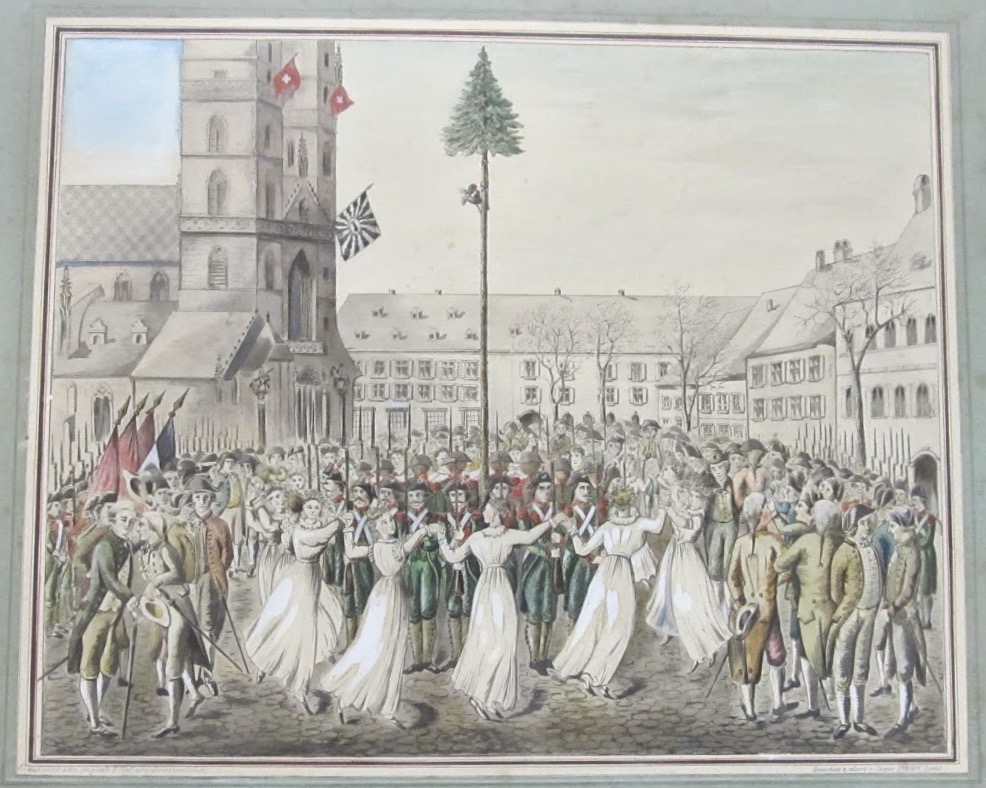
رقصة حول شجرة الحرية في بازل (22 يناير 1798) تُظهر دعم الثورة، والمعروضات التاريخية في متحف سواروف في لينثال.

كان للثورة الفرنسية أثر كبير في أوروبا والعالم الجديد، ويعدّها المؤرخون من أهم أحداث التاريخ البشري. على المدى القصير خسرت فرنسا آلاف المواطنين الذين هاجروا منها على أمل الفرار بحيواتهم من التوترات السياسية، واستقر بعضهم في البلدان المجاورة (لا سيما بريطانيا العظمى وألمانيا والنمسا وبروسيا)، وسافر آخرون إلى الولايات المتحدة. وقد أدى نزوحهم إلى: انتشار الثقافة الفرنسية، ووضع السياسات المنظِّمة للهجرة، وخلق ملاذ آمن نجَّى الملكيِّين وبقية مُعارضي الثورة من عنفها. وأما على المدى الطويل فكان الأثر في فرنسا عميقًا؛ غيّرها سياسيًّا ومجتمعيًّا ودينيًّا وفكريًّا، وأحدث فيها استقطابًا سياسيًّا استمر أكثر من قرن. وأما الدول المجاورة فكلما كانت من فرنسا أقرب، كان تأثُّرها بالثورة أعظم وأعمق، تلك الثورة التي نشرت الليبرالية وقضت على كثير من القوانين والممارسات الإقطاعية والتقليدية. لكن قامت أيضًا موجة محافِظة مضادة، هزمت نابليون، وأعادت ملوك البوربون إلى مراكزهم، وأبطلت الإصلاحات الجديدة.
انحلّت معظم الدول الجديدة التي أنشأها الفرنسيون وعادت إلى أصحابها –مُلاكها قبل الحرب– في 1814. وقد نوّه فريدريك آرتز بالمنافع التي حصّلتها إيطاليا من الثورة الفرنسية:
على مرّ عقدين تقريبًا تنعّم الإيطاليون بقوانين رفيعة ونظام ضريبي عادل ونماء اقتصادي وتسامح فكري وديني أكبر مما كان عندهم منذ قرون. وكُسرت الحواجز المادية والاقتصادية والفكرية القديمة، وبدأ وعي الإيطاليين بالقومية المشترَكة.
وأما تأثيرها في سويسرا على المدى الطويل فأشار إليه وليام مارتن:
حققت المساواة بين المواطنين أمام القانون، والمساواة بين اللغات، وحرية الفكر والمعتقد، وخلقت جنسية سويسرية وأساس قوميتنا الحديثة، وفصَلت السُّلطات فصلًا لم يكن عند النظام القديم، ووضعت حدًّا للرسوم الداخلية وغيرها من القيود الاقتصادية، ووحدت الأوزان والقياسات، وأصلحت القانون المدني وقانون العقوبات، وأباحت الزواج بين الكاثوليكيين والبروتستانتيين، ونشرت العدل ووضعت للتعذيب حدًّا، وحسّنت التعليم والأشغال العامة.
لكن التأثير الأكبر كان في فرنسا نفسها. فإلى جانب تأثُّراتها الشبيهة بتأثرات إيطاليا وسويسرا، شهدت هي مبدأ المساواة القانونية، وحطّ الكنيسة الكاثوليكية من منزلتها التي كانت فيها قوية غنية إلى مجرد دائرة تسيطر عليها الحكومة. وصارت السلطة المركزية في باريس، بِبيروقراطية قوية، وجيش قام على تجنيد جميع الشباب. وشهدت السياسة فيها استقطابًا بقي حتى الآن، وظهرت مصطلحات جديدة، منها «اليمين» و«اليسار» اللذين أُطلقا على مؤيدي مبادئ الثورة ومُعارضيها.

## التأثير في فرنسا
التغيرات الفرنسية كانت هائلة، لاقى بعضها قبولًا كبيرًا، واختُلف في البقية اختلافًا حادًّا في أواخر القرن العشرين. قبل الثورة لم يكن للشعب قوة تُذكر ولا صوت مسموع. وكان معظم السلطات في أيدي الملوك، إلى حد أن أغلب النبلاء قضوا وقتهم في فرساي ولم يكن لهم دور يُذكر في مناطقهم. وقد قال جيه إم طومسون إن الملوك:
حكموا بثرواتهم ومحاباتهم للنبلاء، وبتحكُّمهم في المناصب الكنيسية، وبحكّامهم الإقليميين وقُضاتهم وسلطتهم على الجيش.
لكن بعد أول عام من الثورة انتُزعت تلك السلطة، فصار المَلك مجرد رئيس صوري، وفقد النبلاء ألقابهم وأغلب أراضيهم، وخسرت الكنيسة أديِرتها وأراضيها، وصار انتخاب الأساقف والقضاة بِيَد الشعب، وصار الجيش بلا حول ولا قوة تقريبًا، إذ صارت قوته في يد الحرس الوطني الثوري الجديد. كانت العناصر الأساسية لعام 1789: شعار «حرية، مساوة، إخاء»، و«إعلان حقوق الإنسان والمواطن» الذي وصفه لُوفِفْغ بأنه «تجسيد الثورة بأكملها».
وأما على المدى الطويل فكان الأثر في فرنسا عميقًا، غيّرها سياسيًّا ومجتمعيًّا ودينيًّا وفكريًّا، وأحدث فيها استقطابًا سياسيًّا استمر أكثر من قرن.